# Кукарское сельское поселение
Кукарское се́льское поселе́ние — муниципальное образование в Седельниковском районе Омской области Российской Федерации.
Административный центр — село Кукарка.

## История
Статус и границы сельского поселения установлены Законом Омской области от 30 июля 2004 года № 548-ОЗ «О границах и статусе муниципальных образований Омской области».

## Население
| 2010 | 2011 | 2012 | 2013 | 2014 | 2015 | 2016 |
| ---- | ---- | ---- | ---- | ---- | ---- | ---- |
| 630  | ↘629 | ↘619 | ↘607 | ↘589 | ↘572 | ↘545 |
| 2017 | 2018 | 2019 | 2020 | 2021 | 2023 |      |
| ↘543 | ↘535 | ↘517 | ↘492 | ↘384 | ↘371 |      |

### Гендерный состав
По данным Всероссийской переписи населения 2010 года в гендерной структуре населения из 630 человек мужчин — 299, женщин — 331 (47,5 и 52,5 % соответственно).

## Состав сельского поселения
| № | Населённый пункт | Тип населённого пункта       | Население |
| - | ---------------- | ---------------------------- | --------- |
| 1 | Кукарка          | село, административный центр | ↘345      |
| 2 | Сыщиково         | деревня                      | ↘99       |
| 3 | Усть-Инцы        | деревня                      | ↗186      |